# Forintos Károly
Forintosházi Forintos Károly György Adalbert (Mihályfa, Zala vármegye, 1795. április 23. – Mihályfa, Zala vármegye, 1866. december 6.), táblabíró, ellenzéki politikus, 1848-ban a keszthelyi kerületi törvényszék közbírája, földbirtokos.

## Családja és származása
A dunántúli régi nemesi forintosházi Forintos család sarja. Apja idősebb forintosházi Forintos Károly (1763–1834), táblabíró, anyja gulácsi Farkas Anna (1770–-1805) volt. Apai nagyszülei forintosházi Forintos Gábor (1723–1782), Zala vármegye első alispánja és lomniczai Skerlecz Erzsébet (1732–1802) voltak. Anyai nagyszülei gulácsi Farkas János (1737–1780) Vas vármegye táblabirája, káldi birtokos, és bojári Vigyázó Terézia (1749–1774) voltak. Nagybátyjai, a zalaegerszegi szabadkőműves páholy tagjai, ifjabb Forintos Gábor (1758–1817), Zala vármegye főjegyzője, és Forintos Boldizsár (1768–1828), alszolgabíró voltak. Unokatestvére, az utóbbi fia, forintosházi Forintos György (1792–1857), konzervatív politikus, a Deák Ferenc által javasolt nemesség jogai és adómentesség megszüntetése ellenség vezére volt. Leánytestvére, forintosházi Forintos Erzsébet (1793–1834) asszony, aki csengeri Háczky Ferenc (1783–1861), táblabíró, földbirtokos felesége; Forintos Károly unokaöccse, csengeri Háczky Kálmán (1828–1904), 1848-as honvéd főhadnagy, országgyűlési képviselő, a "Zala Megyei Gazdasági Egyesület" elnöke 1882 és 1898 között, Zala vármegyei közigazgatási bizottság tagja, földbirtokos volt.

## Élete
Alap tanulmányai után a családi mihályfai birtokán gazdálkodott. Habár a Forintos család konzervatív vágású volt, Forintos György kivételével, az 1848-as szabadságharc alatt, tagjai nem harcoltak, de részt vettek a közigazgatási szervezésében. 1848. március 15.-én jelen volt a zalai megyegyűlésen. 1848. március 30.-án viszont a vármegyei ülésében megválasztott bizottságokat, hogy szabadságharcos kinyomtattatott számos példányokat kiosszanak és a népnek megmagyarázzák a forradalmi eszméket. A szántói járás bizottságát gróf Batthyány Károly és Forintos Károly alkották. A szabadságharc alatt, 1848 és 1849 között a keszthelyi kerületi törvényszék egyik közbírája volt.

## Házassága és leszármazottjai

A pósfai Horváth család címere

1821. október 14-én Zalaszentivánon vette feleségül a nemesi származású pósfai Horváth családból való pósfai Horváth Eleonóra Amália (*Keszthely, 1800. február 28. –† Mihályfa, 1863. február 17.) kisasszonyt, akinek a szülei pósfai Horváth Ferenc (1770-1844), Zala vármegye főjegyzője és Knecht Teréz (1780-1822) voltak. Forintos Károlyné pósfai Horváth Eleonórának a fivérei: pósfai Horváth Wolfgang (1798–1833) zalai alszolgabíró, pósfai Horváth György (1801–1872), táblabíró, ügyvéd, valamint pósfai Horváth Zsigmond (1814–1848), zalalövői földbirtokos, a zalalövői járás aladószedője. Forintos Károly és pósfai Horváth Eleonóra házasságából több gyermek született, azonban csak ketten érték el a felnőttkort:
- Forintos László Károly (*Nagygörbő, 1822. július 13.†Nagygörbő, 1824. június 30.)
- Forintos József (*Nagygörbő, 1823. szeptember 2.–†Nagygörbő, 1825. augusztus 18.)
- Forintos László (*Nagygörbő, 1825. január 31.–†?)
- Forintos Karolina Viktória (*Nagygörbő, 1827. február 8.–†Mihályfa, 1840. április 20.) hajadon.
- Forintos Amália (*Nagygörbő, 1830. április 24.–†?)
- Forintos Emília Ludovika Terézia (*Nagygörbő, 1833. május 22.–†?)
- Forintos Kálmán Gyula (*Nagygörbő, 1834. június 13.–†Mihályfa, Zala vármegye, 1903. május 21.), mihályfai birtokos.[7] Neje, Johanna Schöen von Liebingen (*Znojmo, Cseh Királyság, 1838. július 4.–†Mihályfa, 1921. július 6.).
- Forintos Matild Gizella Rozália (*Kisgörbő, 1836. április 18.–†1906). Férje: Vértessy (született: Prininger) Iván (*Zalaegerszeg, 1827. június 27.–†Keszthely, 1898. január 19.) hites ügyvéd, 1848-as honvéd főhadnagy.[8][9]